# 캪틴큐

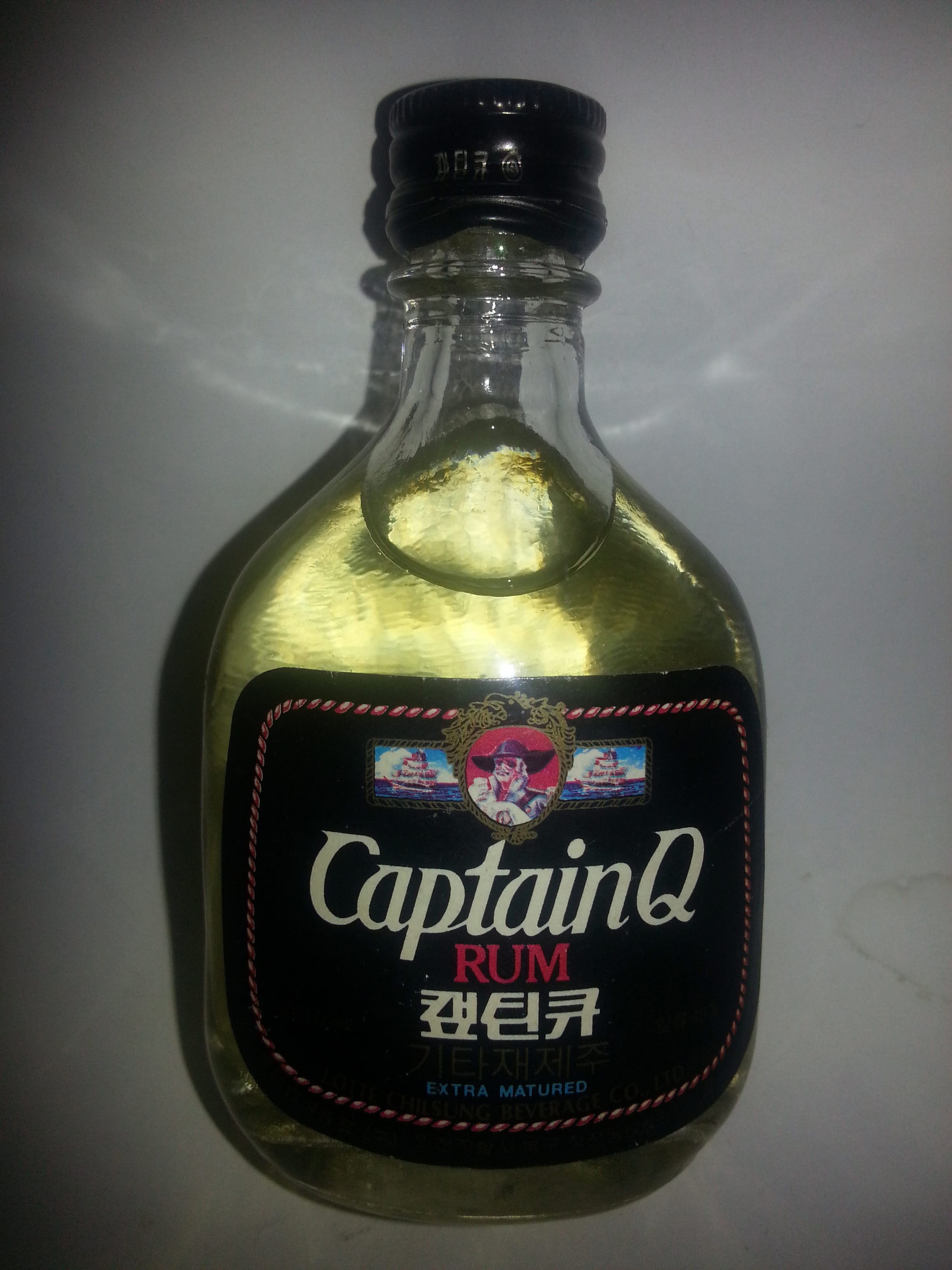
출시 초기의 캪틴큐(1980년대~1990년대 초반)

캪틴큐(Captain Q)는 1980년 1월 롯데주조(현 롯데칠성음료)에서 출시한 럼 브랜드이다. 수입 주류 시장이 개방화가 된 2010년대 이후에 가짜 양주를 제조하는 과정에서 캪틴큐가 사용된다는 여러가지 의혹이 제기되면서, 롯데칠성음료에서 2015년에 생산을 중단했다.

## 특징
캪틴큐는 출시 당시 한 병에 3000원이었다. 양주로 불렸지만, 럼(Rum)의 향료를 가미한 일반 증류주였다. 럼은 주류 중에서도 숙취가 심한 편이다. 캪틴큐는 코를 찌를 듯한 강한 향과 숙취와 두통으로 기억되는 술이다.
캪틴큐가 출시된 1978년은 럼이든 위스키든 물 건너온 술이라면 다 귀한 양주 대접을 받던 때였다. 해외에 대한 동경이 컸던 당대 청춘들에게 특히 인기가 높았다. 당시 3000원은 젊은 청춘들이 먹기엔 만만치 않은 가격이었지만, 그래도 다른 양주류에 비해선 저렴한 편이었다. 게다가 180ml 사이즈로 휴대하기 편하다는 것 또한 장점이었다. 
캪틴큐를 출시한 1980년의 대한민국에서 양주는 수입규제와 비싸고 만만치 않은 가격으로 인해 쉽게 마시기가 힘들었고 대중적이지 않던 시절이었다. 당시에 출시된 캪틴큐는 저렴한 가격에 양주를 즐길 수 있어 캪틴큐는 출시 첫해(1980년)에는 1000만여병이 판매될 정도였다. 그해 전체 양주 시장 총 출고량의 절반 가량이 캪틴큐였을 정도였다. 비슷한 시기 등장했던 다른 증류주들이 몇해 지나지 않아 단종하면서 시장 자체가 위축된 1990년대에도 캪틴큐는 여전히 살아 남았다. 